# Mamoru Fujieda
Mamoru Fujieda (藤枝守, Fujieda Mamoru), né le 10 janvier 1955, est un compositeur japonais proche du mouvement postminimaliste de la musique contemporaine.
Il est titulaire d'un Ph.D. en musique de l'Université de Californie à San Diego en 1988. Parmi ses professeurs de composition figurent Joji Yuasa, Morton Feldman, Gordon Mumma et Julio Estrada.
Il est actuellement professeur à l'Université de Kyūshū située à Fukuoka dans le Kyūshū au Japon.
Sa musique est enregistrée chez l'éditeur Tzadik.

## Œuvres principales
- 1975/1982 : Falling Scale no 1 à no 7
  - no 1, 2 et 3 (piano solo)
  - no 4 et 7 (2 pianos)
  - no 5 (3 pianos)
  - no 6 (piano préparé ou piano)
- 1980 : Upward Falling pour piano
- 1980 : Planetary Folklore I pour piano
- 1982 : Begin at the Beginning, End at the End, Begin at the End, End at the Beginning pour piano
- 1983 : Decorational Offering pour piano
- 1994 : Night Chant no 2 pour chœur mixte
- 1995- : Patterns of Plants
- 1999 : Antiphones Resounded pour mezzo-soprano, ténor, chœur d'enfants et ensemble instrumental

## Source de la traduction
- (en) Cet article est partiellement ou en totalité issu de l’article de Wikipédia en anglais intitulé « Mamoru Fujieda » (voir la liste des auteurs).